# سیارک ۲۴۳۴۷
سیارک ۲۴۳۴۷ (به انگلیسی: 24347 Arthurkuan، نامگذاری:2000AF102) بیست و چهار هزار و سیصد و چهل و هفتمین سیارک کشف شده‌است که در ۵ ژانویه ۲۰۰۰ کشف شد.
قدر مطلق سیارک برابر ۱۲.۹ است.